# Anthony Washington
Anthony, (Tony), Washington, né le 16 janvier 1966 à Glasgow, dans le Montana, est un athlète américain spécialiste du lancer du disque qui s'est illustré dans les années 1990 en remportant notamment un titre de champion du monde et en terminant quatrième du concours olympique de 1996.

## Palmarès

### Championnats du monde
- Championnats du monde d'athlétisme 1999 à Séville :
  -  Médaille d'or du lancer du disque

### Jeux panaméricains
- Jeux panaméricains 1991 à La Havane :
  -  Médaille d'or du lancer du disque
- Jeux panaméricains 1999 à Winnipeg :
  -  Médaille d'or du lancer du disque